# Сосновое Озеро
Сосновое Озеро — деревня в Ачинском районе Красноярского края России. Входит в состав Причулымского сельсовета. Находится на берегу одноимённого озера, примерно в 2 км к западу от районного центра, города Ачинск, на высоте 193 метров над уровнем моря.

## Население
| 1989 | 2002 | 2010 |
| ---- | ---- | ---- |
| 272  | ↘241 | ↘162 |

Гендерный состав
По данным Всероссийской переписи населения 2010 года 88 мужчин и 74 женщины из 162 чел.

## Улицы
Уличная сеть деревни состоит из 6 улиц.